# Squalo (James Bond)
Squalo (Jaws) è un personaggio cinematografico immaginario e uno dei protagonisti della saga di James Bond, interpretato da Richard Kiel. È un'imponente guardia del corpo al servizio di Karl Stromberg e Hugo Drax rispettivamente nei film La spia che mi amava e Moonraker - Operazione spazio.

## Biografia
Serve Stromberg nell'episodio La spia che mi amava (1977), attentando più volte alla vita di Bond, dimostrandosi indistruttibile.
Nel film successivo, Moonraker (1979), deve sostituire il defunto collega orientale Chang, per servire Hugo Drax. Nonostante tutto non è davvero malvagio e una serie di eventi lo porterà inoltre a salvare la vita a Bond.
Squalo non parla in nessuno dei due film, per pronunciare sul finale un semplice "Beh, a noi due", dopo aver stappato una bottiglia di Champagne con i suoi denti.

## Abilità
Squalo dimostra di avere una forza fisica sufficiente per permettergli di sradicare una macchina a mani nude. Ha anche una notevole resistenza in quanto resta in piedi e senza danni gravi dopo che gli sono crollate addosso delle macerie.

## Apparizioni successive
Squalo appare anche nel videogioco James Bond 007: Everything or Nothing, dove Bond ha le fattezze di Pierce Brosnan ed in GoldenEye 007.
Il personaggio di Squalo è stato ripreso nella serie animata spin-off James Bond Junior, anche se con alcune differenze rispetto all'originale.

## Citazioni e omaggi
- Sebbene non nominato e presentato come un maniaco cannibale, è il villain fronteggiato da Zora la vampira nei numeri dall'80 (133ª storia) all'82 (135ª) della sua IV serie (1978).
- Nel romanzo Dracula Cha Cha Cha di Kim Newman il personaggio di Squalo viene fuso a quello del Mostro di Frankenstein che, nel libro, viene descritto con le fattezze della versione cinematografica di Boris Karloff (al quale, come detto prima, Squalo assomiglia), ha una dentatura in acciaio ed il ruolo di tirapiedi di una potente organizzazione criminale (in questa versione la Smert Spionem).
- Nell'episodio 48 di Duck Tales (intitolato 00-Jet e parodia dei film di James Bond) lo scagnozzo del perfido dottor Nobono è un omaggio a Squalo, per via del suo ruolo di tirapiedi e per le sue caratteristiche (silenzioso, fortissimo e capace di fermare le pallottole con i denti e perfino con le mani).
- Nella serie animata di Darkwing Duck, vi è la parodia del Becco d'Acciaio (Steelbeak), uno dei nemici del papero supereroe è un agente segreto della spietata e sinistra organizzazione criminale F.O.W.L. ("fowl" in inglese significa "volatile", ma è pronunciato nella stessa maniera di "foul" che significa "cattivo", "malvagio", mentre nella versione italiana viene nominato O.C.A.), è un gallo dal becco metallico.
- Metà della dentiera di Squalo è tenuta all'Admiral Hotel di Milano.